# لانس همفري
لانس همفري (30 ديسمبر 1994 في جنوب أفريقيا - ) (بالإنجليزية: Lance Humphrey)‏ هو لاعب كريكت جنوب أفريقي.

## وصلات خارجية
- لانس همفري على موقع إي آس بي آن كريك إنفو (الإنجليزية)